# 东兴路圣心堂
东兴路圣心堂是天主教天津教区2012年新建的教堂，该堂占地面积9000平方米，建筑面积4000平方米。建筑包含圣堂、神父公寓和教区社会服务中心。

## 历史沿革
圣心堂直接传承了位于天津市河北区的原方济各会圣心教堂，另有仁慈堂原教产土地置换而来。
在80年代中国允许恢复宗教活动以后，天津教区位于河东区的所有圣堂均已被拆除，河东区教友参与弥撒一般要到西开圣若瑟堂。东兴路圣心堂虽然与原圣心堂相比地段较偏远，但填补了河东区天主教堂的空白，满足了教友度信仰生活的需要。
新堂於2010年10月奠基祝聖，工程歷時一年半，2014年4月主體全部竣工，同年12月完成內部裝修工作。2015年5月5日舉行交接儀式。